# أسود غامق (كتاب 1986)
أسود غامق: التجسس الفضائي والأمن القومي هو كتاب غير خيالي صدر عام 1986 بقلم الصحفي والكاتب الأمريكي ويليام إي بوروز. يتمّ ترويج الكتاب مع شعار «الحقيقة المذهلة وراء أقمار التجسس الأمريكية السرية للغاية» على أغلفة الإصدار الثاني (الغلاف الورقي الأول) والإصدارات اللاحقة.

## ملخص
يروي كتاب «أسود غامق» برنامج الولايات المتحدة السري للاستخبارات والمراقبة والاستطلاع (ISR) منذ بدايته في بداية الحرب الباردة حتى منتصف الثمانينيات. يركز بوروز على جوانب البرنامج التي تستخدم الوسائل التقنية لجمع المعلومات الاستخبارية من خلال استخدام الطائرات الاستراتيجية والأقمار الصناعية والتقنيات الإلكترونية الأخرى بدلاً من أنشطة التجسس التقليدية. بالإضافة إلى ذلك، يوضح العمل بالتفصيل كيف يتكيف البرنامج أو يرتبط ارتباطًا مباشرًا بالأحداث الأساسية للعصر مثل النجاحات السوفيتية المبكرة في برنامجهم الفضائي، وأزمة الصواريخ الكوبية، وإسقاط رحلة الخطوط الجوية الكورية 007 وكارثة مكوك الفضاء تشالنجر أثناء تأطير المنافسة داخل الحكومة بين منظمات مجتمع الاستخبارات الأمريكي (IC) على دولارات الضرائب والمعدات والتأثير.

## عنوان
العنوان هو إشارة إلى مصطلح IC «الأسود» مما يشير إلى شيء مصنف بدرجة عالية مثل الميزانية السوداء التي تستخدم لتمويل العمليات السوداء و / أو مشاريع السوداء، كل هذه تمت مناقشتها في هذا الكتاب. وهكذا ، يلمح «الأسود الغامق» إلى أن الذات والمادة الداخلية حساسة للغاية في الطبيعة.

## استقبال
ووصفت فورين أفيرز الكتاب بأنه ثقيل والمعلومات غامرة، وتستنتج أن القطعة وثيقة الصلة بـ«العلماء ذوي التوجه التحليلي الأكثر». في صحيفة نيويورك تايمز، قدم جون نيوهاوس مراجعة إيجابية بشكل عام لـ«الأسود الغامق» بينما أخذ استثناء دقيق لتصوير بوروز لإطلاق سبوتنيك على أنه «المشكلة الأكثر ضررا» لبيت أيزنهاور الأبيض. تم عرض مقتطف من هذه المراجعة بشكل بارز في الجزء السفلي من الغلاف الأمامي للطبعات الورقية المنشورة لاحقًا:
«كاشفة للغاية. . . أكثر روعة من مآثر الجواسيس البشر»- نيويورك تايمز
أيضًا، في الجزء العلوي من الأغلفة الورقية، يوجد اقتباس من مراجعة ستارز آند سترايبس:
«الأسود الغامق هي قراءة حيوية لأي شخص مهتم بالأمن القومي للولايات المتحدة.»

## اقتباس من كارتر بيج
كارتر بيج، الذي عمل مستشارًا للسياسة الخارجية للرئيس (المرشح آنذاك) دونالد ترامب خلال حملته الرئاسية الناجحة لعام 2016، استشهد بـ«الأسود الغامق» عندما كان ضابطًا في الأكاديمية البحرية في تقرير برنامج ترايدنت سكولار في عام 1993 الجزء الذي استشهد به بيج يناقش التقنيات الناشئة من أبحاث مبادرة الدفاع الاستراتيجي التي يتم تطبيقها على أنظمة المراقبة.

## روابط خارجية
- الأسود الغامق: التجسس الفضائي والأمن القومي في مكتبة الكونغرس
- منظمة مبادرة الدفاع الاستراتيجي (SDIO) مركز إدارة المعلومات الفنية ببليوغرافيا للكتب غير المصنفة ، يناير 1986 - ديسمبر 1986 من مركز المعلومات الفنية للدفاع